# Estomatite nicotínica
A  estomatite nicotínica é uma lesão específica relacionada ao uso do fumo (cigarro, charuto e cachimbo), principalmente de forma indevida, o que é comum em alguns países asiáticos e sul-americanos.
A alteração desenvolve-se nas áreas queratinizadas do palato duro, bem como nas regiões expostas à concentração de fumo. A irritação resultante promove inicialmente pontos avermelhados no palato, que, posteriormente, tornam-se branco-acizentados, opacificados e fissurados devido à hiperqueratose. Pode-se também observar múltiplas pápulas brancas na região, com pontos centrais avermelhados, que correspondem à abertura dos ductos das glândulas salivares menores inflamadas. Eventualmente, a coloração esbranquiçada pode envolver a gengiva marginal e papila interdental associada a uma forte pigmentação escura nos dentes.

## Diagnóstico e tratamento
O diagnóstico é clínico, relacionado ao hábito de fumar. A alteração tem carater reversível, desaparecendo totalmente quando o hábito de fumar é abandonado. Logo, o papel educativo do profissional é fundamental, visto que, eliminando o hábito, a lesão é de fácil resolução, não necessitando de nenhuma intervenção.